# Sartirana Lomellina
Sartirana Lomellina là một đô thị ở tỉnh Pavia trong vùng Lombardia của Ý, có cự ly khoảng 60 km về phía tây nam của Milan và khoảng 40 km về phía tây của Pavia. Tại thời điểm ngày 31 tháng 12 năm 2004, đô thị này có dân số 1.837 người và diện tích là 29,5 km².
Sartirana Lomellina giáp các đô thị sau: Bozzole, Breme, Mede, Semiana, Torre Beretti e Castellaro, Valle Lomellina, Valmacca.